# مقاطعة زادار

موقع المقاطعة بالنسبة لكرواتيا.

مقاطعة زادار Zadarska županija هي إحدى مقاطعات كرواتيا ومركزها مدينة زادار. وهي تقع بين منطقتي ليكا ودالماتيا.